# 古川栄一
古川 栄一（ふるかわ えいいち、1904年4月29日 - 1985年4月30日）は、日本の経営学者。学位は、商学博士（一橋大学・論文博士・1954年）。一橋大学名誉教授。増地庸治郎門下、増地の経営財務論を継承。一橋大学商学部教授を経て、同門の招きで青山学院大学教授に就任。郵政省顧問等も歴任。藍綬褒章受章。

## 人物・経歴
新潟県古志郡長岡町（現：長岡市）出身。現在の長岡商業高校を経て、1929年に東京商科大学（現：一橋大学）経営学科卒業。1954年「財務管理の本質と組織に関する研究」で一橋大学より商学博士の学位を取得。学生時代に受洗。大学では上田貞次郎教授のゼミを希望していたが、人気のため果たせず、増地庸治郎助教授のゼミに参加。戦時中であったため留学を果たせず。
1930年山口高等商業学校教授、1941年東京商科大学助教授、1943年教授、この間たびたび応召し、陸軍主計大尉。増地が東京大空襲で死去したのちは、「経営学原理」講座を担当。1951年一橋大学教授、1968年定年退官、名誉教授。定年後は増地門下の櫻井信行教授の誘いで、青山学院大学経営学部教授に就任することとなり、古川門下の柴川林也も古川の推薦で青山学院大学経営学部助教授に就任。図書館長も兼務。1973年亜細亜大学教授。
郵政省顧問や通産省産業構造審議会委員なども務めた。1970年藍綬褒章、同年第2代日本経営診断学会会長。1975年勲二等瑞宝章受勲。
一橋大での門下に増地昭男（成蹊大学名誉教授）、林昇一（中央大学名誉教授）、雲嶋良雄（一橋大学名誉教授）、市村昭三（九州大学名誉教授）、柴川林也（一橋大学名誉教授）、村松司叙（成蹊大学名誉教授）、阪柳豊秋（元明治学院大学教授）らが、長年教鞭を執った早稲田大学での門下に徳重宏一郎（青山学院大学名誉教授）、別府祐弘（成蹊大学名誉教授）、寺本義也（早稲田大学教授）、寺東寛治（青山学院大学名誉教授）らがいる。他に、関西経済連合会会長を務めた川上哲郎や中部経済同友会代表幹事を務めた佐伯進なども古川ゼミ出身。

## 著書
- 『予算統制論』森山書店 1933
- 『経営比較論』経営経済叢書 同文館 1935
- 『経営計理論』経営学全集 東洋出版社 1937
- 『軍需品工場の会計監督制度』山海堂 工業経営論叢 1944
- 『アメリカ經營學』同文館 經營學研究選書 1948
- 『新経営者 経営者論の展開』森山書店 1948
- 『経営学入門』實業敎科書 1949
- 『経営管理』新紀元社 1951
- 『内部統制組織』森山書店 1951
- 『学生の経営学』清水書院 1952
- 『財務管理組織』森山書店 1953
- 『経営管理概論』同文館 1954
- 『経営分析入門』同文館 1955
- 『利益計画のたて方 経営方針遂行のための利益計画』森山書店 1956
- 『経営管理要説』千倉書房 1957
- 『初等経営学』経林書房 1957
- 『新しい経営管理』通信教育振興会 1958
- 『経営近代化のための経営者の知識』経林書房 1959
- 『経営分析』同文館出版 1962
- 『現代の経営学』中央経済社 1962
- 『財務管理』経林書房 1963
- 『財務管理の要点』東洋経済新報社 経営実務シリーズ 1970
- 『安定成長の経営学』同友館 1972
- 『現代経営学 新講』中央経済社 専門基礎講座 1974

### 共編著・監修
- 長谷川安兵衛『管理会計』校訂 中央経済社 1950
- 『経営ハンドブック』共編 同文館 1950
- 長谷川安兵衛『会社分析入門 決算報告書の見方』校訂 ダイヤモンド社 1951
- 長谷川安兵衛『株式会社会計』改訂 森山書店 1951
- 『管理会計の理論と実際』岩田巌共編 一橋書房 1952
- 『工場経営実務講座』全11巻 上田武人共監修 日本経済社 1952
- 『コントローラー制度』溝口一雄共著 日本経済社 経営技術全書 1952
- 『経営管理組織』編 東洋経済新報社 1953
- 『経営要論 新版』増地庸治郎共著 巌松堂書店 1953
- 『現代経営分析』共著 春秋社 現代会計学全集 1953
- 『最新内部監査』松本雅男共著 大蔵出版 1953
- 『利益管理』松本雅男共編 如水書房 現代経営選書 1953
- 『会社経営』監修 大蔵出版 1954
- 『会社財務ハンドブック』山城章,番場嘉一郎共編 同文館 1954
- 『株式会社会計』番場嘉一郎共監修 大蔵出版 1954
- 『原価引下 経営打開の為に』監修 大蔵出版 1954
- 『現代予算統制』共著 春秋社 現代会計学全集 1954
- 『経営学講座 第6 財務管理』編 巌松堂書店 1955
- 『経営計算ハンドブック』伊大知良太郎,久武雅夫共編 ダイヤモンド社 1955
- 『経済学演習講座 [6]経営学』編 青林書院 1955
- 『現代経営学基礎講座』全5巻 高宮晋共編 有斐閣 1956-59
- 『例解経営学精義 改訂版』山城章,清水晶共著 白桃書房 1956
- 『資金管理』共著 経林書房 1958
- 『利益管理』編 税務経理協会 1958
- 『経営学総論 プリンシプルス・オブ・ビジネス・マネジメント』編 青林書院 経営学全集 1960
- 『経営学の学び方』編 ダイヤモンド社 1960
- 『事業部制のすすめ方 解説「事業部制による利益管理」』中山隆祐,青木茂男,鴈本弘共著 経林書房 1960
- 『トップ・マネジメント講座 第1 トップ・マネジメントの職能』田杉競,西野嘉一郎共著 ダイヤモンド社 1961
- 『経営計画』編 同文館出版 1963
- 『経営者と経営指導』編 同文館出版 1963
- 『現代経営学講座』全8巻 高宮晋共編 有斐閣 1963-64
- 『経営学』編 経林書房,1964
- 『体系経営計画』全3巻 共編 同文館出版 1964-65
- 『経営学の解明 問題と解説』全2巻 編 有斐閣 1965
- 『新経営学全集 第2巻 経営組織論』占部都美,阪柳豊秋共著 日本経営出版会 1967
- 『予算管理』編 経林書房 1967
- 『企業成長と財務政策』編 同文館出版 1968
- 『現代経営計画』編 同文館出版 1969
- 『学校法人会計基準解説』編著 同文館出版 1970
- 『経営学体系辞典』山田一郎共編 第三出版 1970
- 『経営用語辞典』桜井信行共編 東洋経済新報社 1970
- 『企業行動と経営管理』編 経林書房 1971

- 『経営実務シリーズ』全100巻 木川田一隆・坂本藤良・長谷川周重 共同監修 東洋経済新報社 1971

- 『日本の企業成長 実証分析』編著 中央経済社 1973
- 『例解経営診断基礎講座 別巻 経営診断基礎用語辞典』編 同友館 1973
- 『経営監査論』可児島俊雄共著 丸善 経営学全書 1974
- 『経営戦略論』編 同文館出版 1974
- 『基本経営診断』編著 同友館 1976
- 『経営診断基礎用語辞典』編者; 編集委員代表:桶田篤 同友館 1976
- 『経営用語辞典 第2版』柴川林也共編 東洋経済新報社 1978

### 翻訳
- E.K.ウォーレン『計画する経営 企業にとって長期計画とはなにか』監訳 ダイヤモンド社 1968
- A.A.ロビチェク編『企業の財務意思決定』監訳 同文館出版 1970
- J.P.ボーマン編『アメリカ近代経営史』監訳 日本経営出版会 1972
- B.テイラー, K.ホーキンズ 編『経営戦略の新展開』監訳 日本経営出版会 1974

## 論文
- ＜古川栄一